# Den Dansk-Engelske Regnskabsordbog
Den Dansk-Engelske Regnskabsordbog bygger primært på den gældende danske årsregnskabslov, danske regnskabsvejledninger og internationale regnskabsstandarder (IAS/IFRS). Ordbogen er udarbejdet ved Center for Leksikografi ved Handelshøjskolen, Aarhus Universitet af følgende leksikografer: Lektor Sandro Nielsen, lektor Lise Mourier og professor Henning Bergenholtz.
Ordbogen er udarbejdet med økonomisk støtte fra Foreningen af Statsautoriserede Revisorers Studie- og Understøttelsesfond. Ordbogen indeholder 4.200 danske opslagsord med oversættelser til britisk, amerikansk og IAS/IFRS-engelsk og 15.000 ordforbindelser på dansk med oversættelse til engelsk. Ordbogen har tidligere været gratis tilgængelig på nettet.
Ordbogen er et hjælpemiddel til oversættelse af danske regnskabstekster til engelsk og til produktion af regnskabstekster direkte på engelsk. Hvis man fx skal oversætte en regnskabsterm til engelsk, får man hjælp af ordbogens definitioner og oversættelser. Hvis man skal oversætte en dansk frase til engelsk, finder man hjælp til dette i de mange kollokationer, dvs. ordforbindelser, der findes i ordbogen. Disse oplysninger kan også bruges, hvis man skal skrive en regnskabstekst direkte på engelsk.

## Relevant litteratur
Sandro Nielsen: "Overvejelser angående det leksikografiske grundlag for en elektronisk bilingval regnskabsordbog". I: LexicoNordica 9-2002, 173-194.